# العلاقات الجورجية الكورية الشمالية
العلاقات الجورجية الكورية الشمالية هي العلاقات الثنائية التي تجمع بين جورجيا وكوريا الشمالية.

## مقارنة بين البلدين
هذه مقارنة عامة ومرجعية للدولتين:
| وجه المقارنة                                              | جورجيا                          | كوريا الشمالية                        |
| --------------------------------------------------------- | ------------------------------- | ------------------------------------- |
| المساحة (كم2)                                             | 69.70 ألف                       | 120.54 ألف                            |
| عدد السكان (نسمة)                                         | 3.72 مليون                      | 25.49 مليون                           |
| الكثافة السكانية (ن./كم²)                                 | 53.37                           | 211.47                                |
| العاصمة                                                   | تبليسي، كوتايسي                 | بيونغيانغ                             |
| اللغة الرسمية                                             | اللغة الجورجية، اللغة الأبخازية | لغة كوريا الشمالية القياسية ‏          |
| العملة                                                    | لاري جورجي                      | وون كوري شمالي                        |
| الناتج المحلي الإجمالي (بليون دولار)                      | 15.16 مليار                     |                                       |
| الناتج المحلي الإجمالي (تعادل القوة الشرائية) بليون دولار | 35.68 مليار                     |                                       |
| الناتج المحلي الإجمالي الاسمي للفرد دولار أمريكي          | 3.79 ألف                        |                                       |
| الناتج المحلي الإجمالي للفرد دولار أمريكي                 |                                 |                                       |
| مؤشر التنمية البشرية                                      | 0.754                           |                                       |
| رمز المكالمات الدولي                                      | +995                            | +850                                  |
| رمز الإنترنت                                              | .ge، .გე ‏                       | .kp                                   |
| المنطقة الزمنية                                           | ت ع م+04:00                     | ت ع م+08:30، ت ع م+08:30، ت ع م+09:00 |

## منظمات دولية مشتركة
يشترك البلدان في عضوية مجموعة من المنظمات الدولية، منها:
| علم المنظمة | اسم المنظمة                      | تاريخ انضمام جورجيا | تاريخ انضمام كوريا الشمالية |
| ----------- | -------------------------------- | ------------------- | --------------------------- |
|             | المنظمة العالمية للملكية الفكرية | ?                   | ?                           |
|             | يونسكو                           | 7 أكتوبر 1992       | 18 أكتوبر 1974              |
|             | منظمة السياحة العالمية           | 1993                | ?                           |
|             | الاتحاد البريدي العالمي          | ?                   | ?                           |
|             | الاتحاد الدولي للاتصالات         | 7 يناير 1993        | ?                           |
|             | الأمم المتحدة                    | 31 يوليو 1992       | 17 سبتمبر 1991              |
|             | المنظمة الهيدروغرافية الدولية    | ?                   | ?                           |
|             | منظمة الصحة العالمية             | 16 مايو 1992        | ?                           |

## وصلات خارجية
- موقع وزارة الخارجية الجورجية
- موقع وزارة الخارجية الكورية الشمالية